# 阮玉書
阮玉書（發音：[ŋwiən˦ˀ˥ ŋawk͡p̚˧˨ʔ tʰəː˧˧]；1908年5月26日—1976年6月12日），越南政治家。于1963年11月至1964年1月期間任越南共和国总理。
1963年，杨文明发动1963年政变，殺害了越南共和國第一任总统吴廷琰并成立軍人革命委員會，由阮玉書擔任总理。阮玉書任内的南越政府由于军政府的所谓“军事革命委员会”与文人内阁之间争权夺利，导致政局混乱，政府势弱。在杨文明的军政府于1964年被阮庆将军發動的政变推翻后，阮玉書从此淡出政坛。1976年阮玉書在西貢去世。

## 早年經歷
1908年5月26日，阮玉書出生於湄公河三角洲龍川省的美福一個富有的家庭中，父親阮玉真（Nguyễn Ngọc Chơn）熟悉西方思想。阮玉書曾就讀於夏瑟盧-魯巴中學，擅長法語。
1930年阮玉書開始了自己的官僚生涯，擔任爲法國殖民當局服務的省長，行事低調。在第二次世界大戰期間，日本入侵了越南，但是保留了維希政權的存在。阮玉書升任中圻欽使的第一祕書。在此期間，他結識了曾在30年代擔任阮朝吏部尚書的吳廷琰。法國人認爲吳廷琰在與日本人合作，於是試圖逮捕他。由於阮玉書向吳廷琰和日本憲兵隊透露了消息，他們成功逃脫了追捕。
於1940年入侵並佔領了法屬印度支那後，日本於1945年3月發動三九政變，旨在直接控制法屬印度支那並推翻法國殖民當局。阮玉书和其他幾名囚犯一起被扔進一間擁擠的牢房，牢房沒有燈光和廁所，而且滿是囚犯的糞便。他的其中一名獄友是楊文明，當時仍是法國軍隊的一名下級軍官，他將在接下來的二十年裡與阮玉書一起工作。阮玉書首先得到釋放，並遊說使得楊文明也被釋放，之後兩人依舊是親密的朋友。
二戰後，阮玉書成爲由法國人扶持的越南國政權的內務部長。奠邊府戰役後法國從印度支那撤軍，越南被分割爲了共產主義的北方和反共主義的南方。在吳廷琰通過公民投票廢黜了保大帝並成立了越南共和國後，阮玉書被指派爲首任越南共和國駐日本大使。雖然由於髋部骨折，阮玉書在東京期間大部分時間都待在牀上，他還是爲越南取得了日本對其在二戰時期佔領越南的賠償。
1956年，吳廷琰把阮玉書召回西貢，派他幫助處理擁有一支私人軍隊的和好教派。和好教派是湄公河三角洲一個事實上的政治實體，它的私人軍隊強制推行並行的管理，拒絕加入西貢政府。越南共和國軍將領楊文明領導軍事力量對抗和好教，而阮玉書則通過收買教派內的軍閥而削弱教派力量。

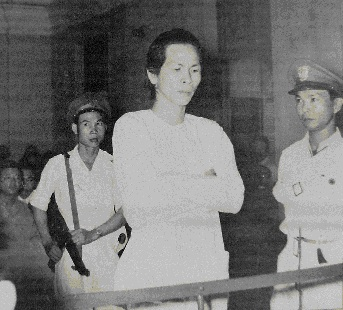
1956年，被送上芹苴军事法庭的黎光荣

然而，和好教軍事指揮官黎光榮，繼續與政府軍作戰。他個人與阮玉書的家族有一段讎恨的歷史。黎光榮養父的稻田曾被阮玉書的父親給沒收，據說這使得黎光榮對地主階級產生了畢生讎恨。最終黎光榮被包圍，於是他尋求達成和平協議，向阮玉書傳達了一條信息，要求進行談判，以使他和他的手下融入主流社會和國家武裝力量。阮玉書同意了與黎光榮在叢林中單獨會面，儘管擔心這是黎光榮的陷阱，他並沒有中埋伏。然而，黎光榮開始要求更多的讓步，會議以僵局告終。1956年4月13日黎光榮被俘，經過審判後被送上了斷頭臺，他的殘餘部隊則在戰鬥中被擊敗。
阮玉書於1956年5月16日被任命爲國家經濟部長。11月，吳廷琰任命阮玉書爲副總統，以擴大政權對民衆的吸引力。1956年12月，該任命依照憲法由國會批准。這一舉動被廣泛認爲是試圖利用阮玉書在湄公河三角洲的影響力來增加政權在南方農民中的支持度，因爲吳廷琰政權由吳廷琰家族成員和來自越南中部的天主教徒所控制。

## 吳廷琰時期
儘管擁有重要的頭銜，阮玉書很少與吳廷琰一起出現於公共場合。他是一個幾乎沒有影響力的傀儡，真正的權力掌握在了吳廷琰的胞弟吳廷瑈和吳廷瑾手中，他們指揮着私人軍隊和祕密警察，並直接向越南共和國軍的將軍們下達命令。據報道，吳廷瑈曾因覺得阮玉書對他缺乏尊重，而命令自己的保鏢掌掴阮玉書。吳廷琰輕視阮玉書，不允許他參與重大政策決策，儘管在理論上他應該是國內第二有權勢的人。另一方面，阮玉書與軍官們關係融洽，在多年前就與楊文明成爲了朋友。他被視作是一個親切和善的管理者，以作出妥協而聞名。

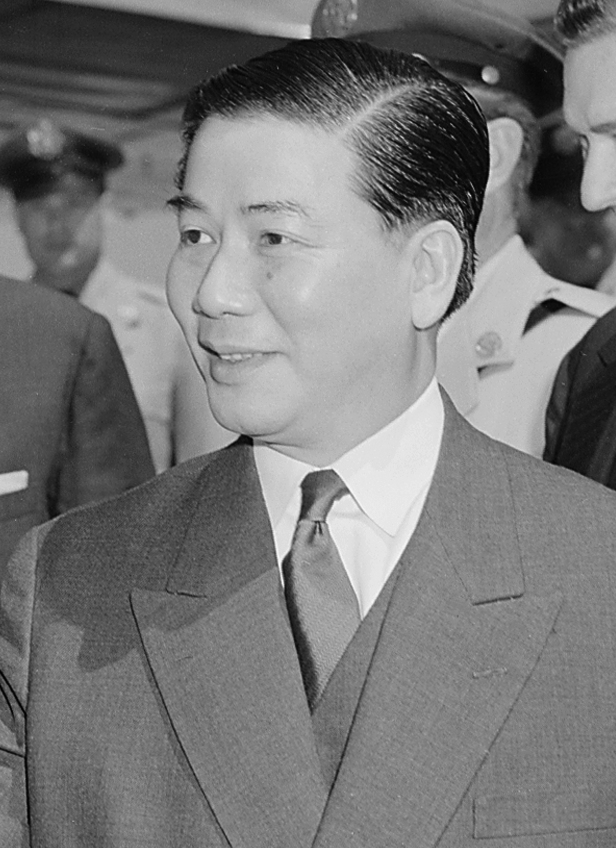
越南共和國總統吳廷琰

阮玉書負責監督越南南方的土地改革計劃，因爲土地與土地改革部部長阮文時對他負責。他們幾乎沒有推動土地改革成功的動力，因爲兩人自己就是富有的地主。美國大使館收到了對阮文時缺乏執行土改政策熱情的憤怒批評，稱“他肯定對土地改革不感興趣，因爲這將剝奪他大部分的財產”。
阮玉書還對國內經濟政策保留了一定程度的影響力，雖然這遠遠落後於吳廷琰對軍隊和其他機構的絕對控制，後者通過這些機構維持着自己的統治。儘管從未接受過經濟方面的培訓，阮玉書在商業進口計劃（CIP）的管理中發揮了重要作用，該計劃由美國主導，類似於馬歇爾計劃，通過進口許可證而不是貨幣將援助輸送到經濟中，以避免通貨膨脹。然而，阮玉書對該計劃的管理導致絕大多數進口商品是上流階層的消費品，而不是開發南越經濟能力的生產資料。在阮玉書的監督下，外貿逆差徘徊在150%至200%之間，城市精英與多數的農民之間的差距擴大。美國顧問認爲，阮玉書和吳氏兄弟不斷違背他們的建議，要麼是因爲他們不稱職，要麼就是他們不信任顧問，因此做出與建議背道而馳的行爲。
阮玉書還與內務部長阮有珠就經濟戰略發生了衝突。阮有珠是吴廷瑈夫人的姐夫，因裙帶關係而被任命，但後來由於他的異議而被驅逐出吳氏家族。美國人稱，接受過公共安全培訓的阮玉書，“相比市場基本法則，更瞭解政治控制”。1961年年中，在美國副總統林登·約翰遜的訪問和美國主要官員的施壓後，吳廷琰解除了阮玉書的經濟職責。
然後，阮玉書開始試圖向美國人施加壓力以影響吳廷琰。在馬克斯維爾·泰勒將軍和沃爾特·羅斯托的一次事實覈查中，阮玉書和楊文明抱怨吳廷琰的專制統治和對天主教徒的宗教偏袒，這對佔大多數人口的佛教徒群體不利。1962年，他告訴美國大使館高級官員約瑟夫·門登霍爾，吳廷琰的軍隊捏造了誇大的越共傷亡數字。

## 佛教徒危機
雖然阮玉書是一位佛教徒，他以讚揚吳廷琰的天主教政府而聞名。在吳廷琰62歲生日那天，阮玉書讚頌吳廷琰：“感謝全能者給了國家一位天才僅次於他的美德的領袖。”（佛教是一個達摩宗教，在有神論意義上不承認一種最高存在的存在）後來，阮玉書陪同吳廷琰前往天主教贖世主會教堂爲總統祈禱。阮玉書幾乎沒有公眾關注度，美國參謀長聯席會議主席馬克斯維爾·泰勒將軍稱他“不惹人注意的”，而著名的國務院官員保羅·卡滕伯格（Paul Kattenberg）則嘲笑阮玉書為“虛無”。

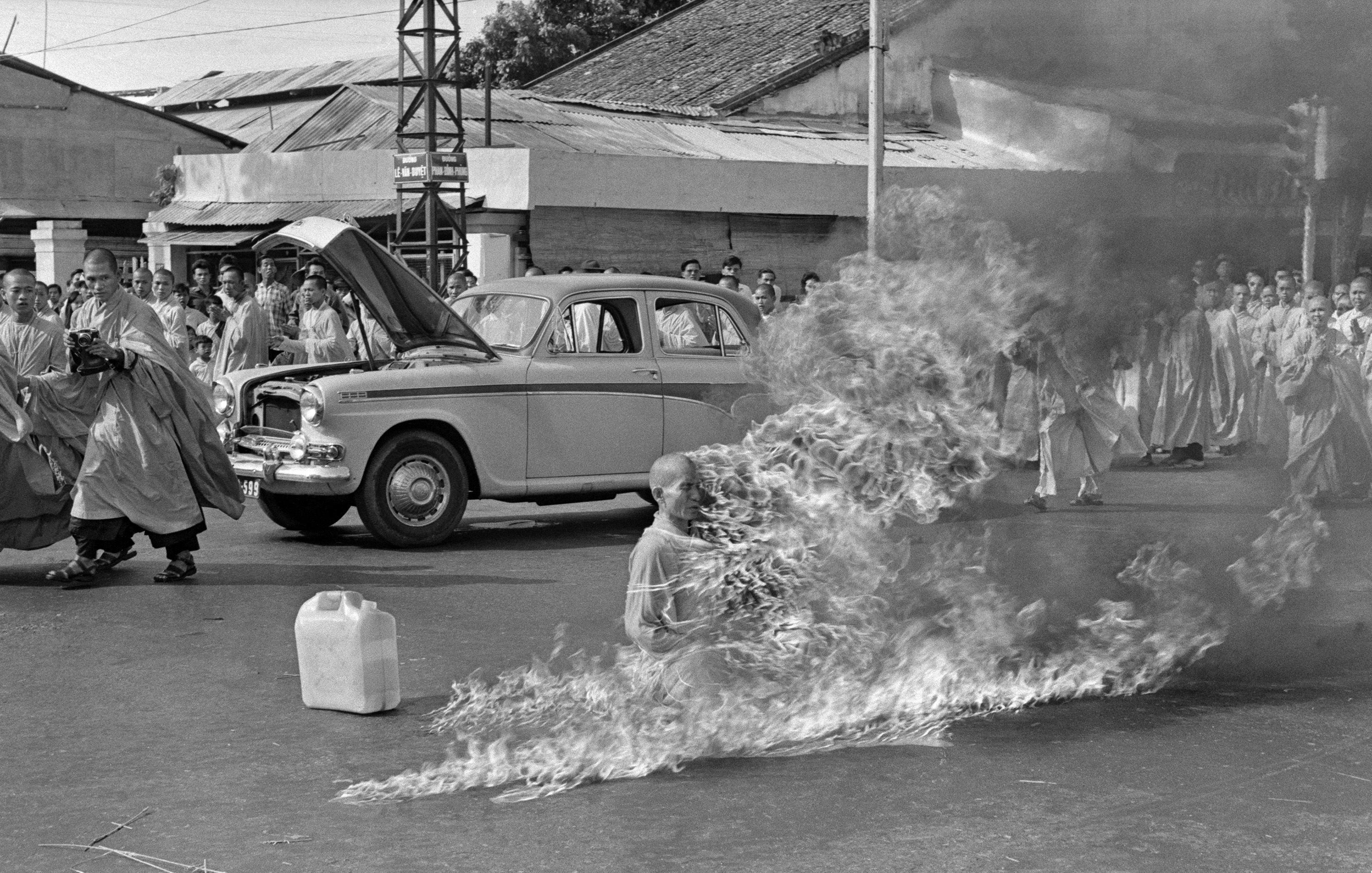
釋廣德自焚

位於廣治省的羅榮，在19世紀後期出現過女士的幻影。佛教徒們聲稱這是聖觀音菩薩顯靈。吳廷琰的哥哥吳廷俶是天主教順化總教區總主教，也是南越裙帶關係政權中最重要的宗教人物。吳廷俶宣佈該幻影是聖母瑪利亞顯現，並下令建造一座大教堂來代替本來佔據該處的臨時佛教寶塔。出於政治原因，阮玉書爲此提供了大筆的財務捐款。
1963年6月，隨著佛教徒危機的升級，吳廷琰任命阮玉書領導一個政府委員會，以處理順化佛誕槍擊案後佛教界的不滿，在該事件中八名佛教徒在抗議禁止懸掛佛教旗的規定時被政府軍殺害。儘管目擊者和業餘影片表明是政府軍直接向抗議者開槍，該委員會得出的結論是這些死亡事件應該由越共負責。該委員會的粉飾導致佛教徒抗議活動的升級。當吳廷瑈的妻子，第一夫人陳麗春（改信天主教的原佛教徒）將佛教僧侶釋廣德的自焚嘲笑爲“燒烤”時，阮玉書拒絕譴責她的言論，並稱之爲“個人觀點”。
阮玉書是一個部際委員會的成員，該委員會由一群政府官員組成，負責與佛教徒談判得出一份聯合公報，以結束公民不服從行動。一份協定得以簽署，但從未被實施過。吳廷瑈後來通過他的英語喉舌《越南時報》批評阮玉書的這筆交易。儘管對被捕的佛教活動人士給予了大赦，但在8月13日阮玉書舉行的新聞發佈會上，他發誓要起訴順化佛誕槍擊案中受害的佛教徒，並撤銷大赦，監禁佛教示威者們。
7月，在美國大使弗雷德里克·诺丁的告別儀式上，阮玉書叫囂要“毫無憐憫地粉碎佛教徒”。他嘲諷說佛教並非一種宗教，並進一步宣稱，任何人都可以成爲佛教僧侶，而成爲一名天主教僧侶則需要多年的訓練。當泰國大使表示反對，並以自己過去的僧侶訓練舉例時，阮玉書在其他外交官面前奚落了他。
在佛教徒危機期間，隨著吳廷琰政權面臨的壓力越來越大，吳廷瑈和吳廷琰開始迴避他們的內閣成員，因爲他們提出了與吳氏家族的思想相反的觀點。許多部長試圖辭職，但阮玉書被認爲說服了他們繼續留任。當阮玉書發現這種情況越來越難以忍受時，他也考慮過辭職，但是持不同政見的將軍們勸阻他留下來，他們擔心大規模的辭職會引起吳廷琰對政變陰謀的懷疑。

## 總理
阮玉書在私下向美國官員表達了他對吳廷琰統治的不滿。他抱怨吳廷琰在管理國家方面對吳廷瑈的依賴，後者試圖通過他的勤勞人位革命黨的機關來管理一個警察國家，以及在反對越共上的缺乏成功。在麥克納馬拉-泰勒代表團前往南越期間，阮玉書向代表團吐露了自己相信美國正朝着錯誤的方向前進，他要求美方向吳廷琰施壓，以改革他的政策。他私下透露了他的信念，即在吳廷瑈的戰略村計劃中建造的數千個設防定居點中，只有不到三十個是正常運作的。多年後，阮玉書表示，吳廷琰、吳廷瑈，以及制定越南政策的美國政治人物們，都不理解對方。
約瑟夫·門登霍爾是美國國務院的高級越南顧問，他主張通過軍事政變罷免吳廷琰，並以阮玉書取而代之。阮玉書私下裏知道，他是將軍們在計劃推翻吳廷琰後管理政府的人選。此時，吳廷琰和吳廷瑈意識到了一場針對他們的陰謀正在醞釀之中，但並不知道吳廷琰的寵兒尊室訂將軍也參與其中。吳廷瑈命令尊室訂和特種部隊指揮官黎光松上校策劃一場針對吳廷琰家族的假政變。

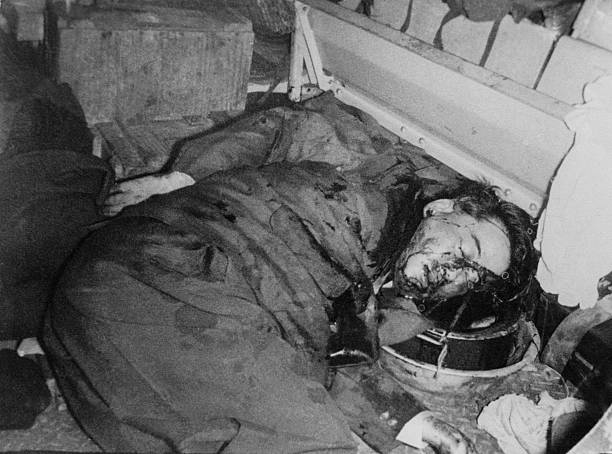
吳廷琰之死

吳廷琰的目標之一是誘騙持不同政見者加入虛假的政變，以便識別並清除他們。另一個目的是以此向公衆展示政權的力量。該計劃的第一階段是讓僞裝成叛亂分子的忠於吳廷琰的士兵，僞造一場政變並破壞首都。一個由不同意加入吳廷琰政權的反對派活動家組成的“革命政府”將被成立，而吳廷琰和吳廷瑈將假裝在逃。在第一次政變的精心策劃的混亂中，效忠者和吳廷瑈的黑社會人脈將殺死主要的陰謀將軍們和他們的助手，如阮玉書、中央情報局官員盧西恩·科奈恩和美國大使小亨利·卡伯特·洛奇。一場虛假的“反政變”將於隨後到來，吳廷琰的效忠者們將勝利地重新進入西貢，並恢復吳廷琰政權。然而，這個陰謀失敗了，因爲尊室訂是政變陰謀的一分子，他派出忠於吳廷琰的部隊離開首都，爲叛亂分子打開了大門。
1963年11月1日發生了政變，吳廷琰和吳廷瑈在次日被殺。五天后，即1963年11月6日，阮玉書被楊文明的軍政府任命爲了總理。他是由軍人革命委員會監督的臨時政府的主要文職人員。楊文明在早前曾向美國官員承諾，文官在統治層級中將高於將軍。此外，阮玉書還擔任了財政和經濟部長。阮玉書的任命並不受到普遍歡迎，一些重要人物認爲他在過去與吳廷琰的關係過於緊密。

### 與軍政府的關係
阮玉書的文官政府受到了內訌的困擾。根據阮玉書的助手阮玉輝的說法，陳文敦和尊室訂將軍在文職內閣和軍人革命委員會的雙重存在使治理流程陷入了癱瘓。陳文敦和尊室訂在文官政府中從屬於阮玉書，但作爲軍人革命委員會的成員，他們則比阮玉書的級別更高。每當阮玉書在文官層級中下達了將軍們不同意的命令時，他們就會到軍人革命委員會中去駁回它。
在吳廷琰時期遭到審查的西貢的各家報紙重新得以開放，他們報道說軍政府因爲軍人革命委員會的12名將軍擁有同等的權力而癱瘓了。委員會的每個成員都有否決權，使他們能夠在阻礙政策決策。吳廷琰倒臺後獲得自由的出版業猛烈攻擊阮玉書，指責他的政府是軍人革命委員會的“工具”。阮玉書在吳廷琰擔任總統期間的經歷遭到了質疑，媒體上流傳着他支援吳廷琰和吳廷瑈鎮壓佛教徒的指控。阮玉書聲稱他支持吳廷瑈對舍利寺殘酷的突襲，試圖證明如果不是楊文明請求他留下來，他會辭職。媒體進一步嘲笑阮玉書從吳廷琰政府的土地政策中獲得的個人利益。楊文明則爲阮玉書辯護，宣稱阮玉書“從一開始就”參與了政變的策劃，並且他得到軍政府的“充分信任”。
在12月的某個時候，阮玉書再也無法忍受自由媒體對他的報道，並召集了約100名記者來到他的辦公室。阮玉書憤怒地對記者大喊大叫，並用拳頭敲打桌子。阮玉書稱媒體指責他和文官政府是楊文明軍政府的傀儡是在撒謊，並稱其中一名記者是共產主義者，而另一名記者是吸鴉片者。他說，如果媒體不負責任地行事，他的政府將“採取措施應對這種情況”。在讓他的新聞部長杜茂將軍分發了一份不被允許報道的話題的清單後，阮玉書讓杜茂在第二天關閉了三家報紙，理由是“不忠”。
1964年1月1日，由范玉草上校挑選的六十名知名公民組成的人士委員會首次開會。它的工作是向政府的軍事和文職部門提供建議，以期改善人權、憲法和法律制度。阮玉書公開表示，他期望“理性的態度”與“公正和現實的判斷”相結合，並表示這是臨時政府尋求“爲永久政權掃清道路”的一部分，“這是我們的人民所渴望的”。該委員會幾乎完全由專家和學術領袖組成，沒有來自農業或勞工運動的代表。它很快就陷入了無休止的辯論，從未完成它起草新憲法的最初任務。阮玉書後來承認，該委員會不代表南越社會，並且以失敗告終。他聲稱，委員會希望擺脫吳廷琰時期國會橡皮圖章的模式，導致它墮落爲了一個辯論的團體。

### 政策
吳廷琰倒臺後，美國爲針對吳廷琰政權鎮壓佛教和襲擊舍利寺而對越南共和國實施的各種制裁被取消。美國經濟援助以及被暫停的商業進口計劃和各類基礎工程建設計劃都被恢復。美國迅速地承認了阮玉書和楊文明。
阮玉書的政府停止了吳廷瑈的戰略村劃。吳廷瑈大肆宣揚該計劃是解決南越應對越共分子困難的方法，認為將農民大規模遷移到設防的村莊可以將越共與支持他們的農民基礎隔離開來。阮玉書否定了吳廷瑈早些時候關於該計劃成功的報道，聲稱現有8,600個戰略村中只有20%在西貢的控制之下，其餘的已被共產黨接管。那些被認爲可以維持的村莊被加固，而其餘的村莊則被拆除，其居民返回他們祖傳的土地上。
阮玉書將吳廷琰的支持者從有影響力的職位上撤職的做法同時引起了前總統的支持者和反對者的批評。一些人認爲，他在將親吳廷琰分子們從當局中除名的行爲不夠積極，而另一些人則認爲，公務員更替的規模過大，相當於是在報復。一些涉嫌從事腐敗或幫助吳廷琰進行壓迫的官員未經指控就被不分青紅皂白地逮捕，其中大多數人後來被釋放。尊室訂和新任國家警察總長枚有春將軍被賦予了內政部的控制權。這對組合被指控大量逮捕人，然後釋放他們以換取賄賂和忠誠的承諾。並非所有吳廷琰領導下的官員都被自動視爲親吳廷琰者，但有人呼籲進一步罷免舊的警衛。政府解僱了大量由吳廷琰直接任命的縣長和省長，導致在權力的突然過渡期間法律和秩序的崩潰，因而受到了批評。杜高智將軍未被撤職的決定非常引人注目，並受到了嚴厲的批評。杜高智他是越南第一軍的指揮官，他因在順化周圍的中部地區特別嚴厲地鎮壓佛教而臭名昭著，卻只是被調到駐紮於第一軍轄區以南的中央高地的第二軍而已。
阮玉書和軍人革命委員會的將軍們也有一個秘密計劃來結束共產主義者的叛亂，他們自稱爲民族解放陣線，並聲稱自己獨立於北越的共產主義政府。他們聲稱，他們中的大多數人首先是越南南方反對外國軍事干預以及美國干涉和支持吳廷琰的民族主義者。委員會和阮玉書認爲，在越南南方範圍內結束戰爭的協定是有可行性的。阮玉書在幾年後回憶說，他的政府的計劃是在高臺教、和好教和高棉族中爭取支援，將他們的一些加入民族解放陣線中的成員吸收回主流社會，從而產生一個非共產主義的親西方派系。他認爲有可能把共產黨人邊緣化，他將他們描述爲在民族解放陣線中“仍然沒有統治地位，只有一個次要的地位”。根據阮玉書的說法，該計劃不是要與共產主義者或民族解放陣線達成協議，因爲他的團體認爲這只是一種政治嘗試，以哄騙非共產主義的持不同政見者並孤立共產黨人。
政府拒絕了美國轟炸北越的提議，理由是這些行動將使得他們失去道德制高點，他們聲稱自己純粹爲了自衛而戰。就楊文明和阮玉書的領導小組而言，他們認爲，爲了他們反對叛亂的政治活動，他們需要採取更低調的軍事手段。1月21日，楊文明和阮玉書在與美國官員的會晤中明確而直言不諱地拒絕了轟炸的提議。澳大利亞歷史學家安妮·E·布萊爾認爲，這一交談爲越南共和國政權的“死刑執行令”蓋印。
布萊爾指出，當這次會晤的情況被報告給華盛頓時，美國軍方的主要將領們遊說國防部長羅伯特·麥克納馬拉，聲稱在西貢規定的範圍內進行工作不再可行，美國應該簡單地將反共軍事政策控制在手中，從而有必要發動政變。美國人越來越擔心西貢不願加強戰爭的努力，拒絕轟炸被視爲了一個關鍵點。在政府垮臺之前，試圖戰勝民族解放陣線的計劃從未被在任何程度上實施過。

## 倒臺
臨時政府在政策和計劃方面缺乏方向性，導致其迅速地垮臺了。在吳廷琰被廢黜後，越共煽動的農村襲擊數量激增，原因是政變導致軍隊遷入城市地區。政變后，新的準確數據的出現，引發了越來越自由的討論，這表明軍事形勢遠比吳廷琰所報告的要糟糕得多。1963年夏天，越共襲擊事件繼續增加，武器損失情況惡化，越共叛逃率下降。參與政變的部隊被送回了戰場，以防共產黨在農村發動可能的重大攻勢。吳廷琰的官員僞造的軍事統計數據導致了誤判，這表現在吳廷琰死後軍事上的挫折中。除了戰場上的挫折（這是阮玉書職權範圍之外的事情），阮玉書在軍事機構中也變得不受歡迎。當時各種反楊文明政變陰謀的目標之一就是罷免阮玉書，而總理的不受歡迎有助於對於對一些對事實上是政變主要目標的在任軍官的注意力。當時，軍人革命委員會正在朝着罷免阮玉書的方向發展，楊文明是唯一一位對他保持信心的高級將領。
1月29日，阮慶將軍在一場不流血的政變中推翻了楊文明的軍人革命委員會。雖然阮慶指責軍政府打算與共產黨人做交易，並聲稱擁有證據，但他的政變其實是出於個人野心。一年後，阮慶被廢黜後，他承認自己對楊文明集團的指控是虛假的。後來，阮慶、阮玉書和楊文明的將軍們都承認，政變受到了美國人的強烈鼓勵，沒有他們的支持，政變是不可能發生的。
阮玉書在政變期間被捕並被軟禁，而政變者們鞏固了他們對權力的控制，然後將阮玉書從政治舞臺上剷除。政府的文職部門被阮慶任命的人取代，在執政期間致富的阮玉書離開了政壇。他離開政壇后的活動不得而知。1976年，阮玉書在西貢去世。

### 引用
1. ↑  Malcolm Wilde Browne.  (PDF). vva.vietnam.ttu.edu. 1963-11-05  [2022-06-25]. （原始内容 (PDF)存档于2022-06-27）.
2. ↑  . 人民日报. 1963-11-03  [2022-06-25]. （原始内容存档于2022-06-27）. 政变集团已指定前“副总统”阮玉书为“新政府”的“总理”，并宣布取消“总统制”。
3. 1 2 3  Nguyễn Văn Phảy. . vietbao.com. 2012-11-20  [2022-06-25]. （原始内容存档于2016-03-04）.
4. 1 2 3 4  . Time. 1963-11-08  [2022-06-27]. ISSN 0040-781X. （原始内容存档于2020-01-24） （美国英语）.
5. ↑  Lentz 1992，第831頁.
6. ↑  Dommen 2001，第56頁.
7. 1 2 3 4 5 6  Jones 2003，第99–100, 258頁.
8. ↑  Hồ Tài Huệ Tâm 1983，第196頁.
9. ↑  Lansdale 1991，第322頁.
10. ↑  Doyle, Lipsman & Weiss 1981，第131頁.
11. ↑  Moyar 2006，第65頁.
12. ↑   (PDF). vva.vietnam.ttu.edu. 1956-05-16  [2022-06-27]. （原始内容 (PDF)存档于2022-07-03）.
13. ↑  Buttinger 1967，第944頁.
14. ↑  Buttinger 1967，第954頁.
15. ↑  Jacobs 2006，第95頁.
16. ↑  Jinkins 2006，第156-157頁.
17. 1 2  Jinkins 2006，第169頁.
18. ↑  Kaiser 2002，第74-75頁.
19. ↑  Kaiser 2002，第103頁.
20. ↑  Kaiser 2002，第157頁.
21. 1 2 3 4  Hammer 1987，第20-21頁.
22. ↑  Jones 276，第2003頁.
23. ↑  Jones 2003，第276頁.
24. ↑  Hammer 1987，第103頁.
25. ↑  Hammer 1987，第104頁.
26. ↑  Hammer 1987，第136頁.
27. ↑  Jones 2003，第264頁.
28. ↑  Jacobs 2006，第152頁.
29. ↑  Jones 2003，第294頁.
30. ↑  Kaiser 2002，第215-217頁.
31. ↑  Kaiser 2002，第223頁.
32. 1 2  Warner 1964，第230-231頁.
33. ↑  Moyar 2006，第231頁.
34. ↑  Shaplen 1966，第190頁.
35. ↑  Hammer 1987，第219頁.
36. ↑  Hammer 1987，第373頁.
37. ↑  Hickey 2002，第5-6頁.
38. ↑  Hammer 1987，第193頁.
39. ↑  Jones 2003，第325頁.
40. 1 2  Karnow 1997，第318頁.
41. ↑  Karnow 1997，第317頁.
42. ↑  Jones 2003，第398-399頁.
43. 1 2  Hatcher 1990，第149頁.
44. ↑  Sheehan 1988，第368頁.
45. ↑  Karnow 1997，第319頁.
46. ↑  Hammer 1987，第300-301頁.
47. ↑  Moyar 2006，第276頁.
48. 1 2  Jones 2003，第437頁.
49. ↑  Blair 1995，第83頁.
50. 1 2 3  Shaplen 1966，第221頁.
51. ↑  Moyar 2006，第280頁.
52. 1 2  Shaplen 1966，第223頁.
53. ↑  Moyar 2006，第290頁.
54. ↑  Shaplen 1966，第225頁.
55. 1 2  五角大楼文件. : 266-267.   [2022-06-27]. （原始内容存档于2022-05-01） （英语）.
56. ↑  Shaplen 1966，第220頁.
57. ↑  Kahin 1979，第648-650頁.
58. ↑  Kahin 1979，第649-650頁.
59. ↑  Kahin 1986，第185頁.
60. 1 2  Kahin 1979，第653頁.
61. 1 2  Kahin 1986，第186頁.
62. 1 2 3  Blair 1995，第107頁.
63. ↑  Shaplen 1966，第213頁.
64. ↑  Kahin 1986，第196頁.
65. ↑  Blair 1995，第115頁.
66. ↑  Langguth 2000，第347頁.
67. ↑  Shaplen 1966，第225-240頁.
68. ↑  Kahin 1986，第197頁.
69. ↑  Smith, Hedrick. . 纽约时报. 1964-01-31  [2022-06-27]. （原始内容存档于2022-06-27） （英语）.
70. ↑  Shaplen 1966，第145頁.

### 來源
- Blair, Anne E. . 纽黑文: Yale University Press. 1995. ISBN 0-300-06226-5.
- Buttinger, Joseph. . 纽约: Praeger. 1967.
- Dommen, Arthur J. . 印第安纳州布卢明顿: Indiana University Press. 2001. ISBN 0-253-33854-9.
- Doyle, Edward; Lipsman, Samuel; Weiss, Stephen. . Boston: Boston Publishing Company. 1981. ISBN 0-939526-01-8.
- Hammer, Ellen J. . 纽约: E. P. Dutton. 1987. ISBN 0-525-24210-4.
- Hatcher, Patrick Lloyd. . California: Stanford University Press. 1990. ISBN 0-8047-1736-2.
- Jacobs, Seth. . 马里兰州拉纳姆: Rowman & Littlefield. 2006. ISBN 0-7425-4447-8.
- Jinkins, Michael. . Wm. B. Eerdmans Publishing. 2006. ISBN 0-8028-2751-9.
- Jones, Howard. . 纽约: Oxford University Press. 2003. ISBN 0-19-505286-2.
- Kahin, George McTurnan. . Pacific Affairs. 1979, 52 (4): 647–73. JSTOR 2757066. doi:10.2307/2757066.
- Kahin, George McTurnan. . 纽约: Knopf. 1986. ISBN 0-394-54367-X.
- Kaiser, David E. . 马萨诸塞州剑桥: Harvard University Press. 2002. ISBN 0-674-00672-0.
- Langguth, A. J. . 纽约: Simon & Schuster. 2000. ISBN 0-684-81202-9.
- Lansdale, Edward Geary. . Fordham University Press. 1991. ISBN 0-8232-1314-5.
- Lentz, Harris M. . McFarland. 1992. ISBN 0-89950-926-6.
- Moyar, Mark. . 纽约: Cambridge University Press. 2006. ISBN 0-521-86911-0.
- Hickey, Gerald Cannon. . 德克薩斯州拉伯克: Texas Tech University Press. 2002. ISBN 0-89672-490-5.
- Shaplen, Robert. . 伦敦: André Deutsch. 1966.
- Sheehan, Neil. . 纽约: Random House. 1988. ISBN 0-679-72414-1.
- Hồ Tài Huệ Tâm. . 马萨诸塞州剑桥: Harvard University Press. 1983. ISBN 0-674-57555-5.
- Warner, Denis. . 悉尼: Angus and Robertson. 1964.
- Karnow, Stanley. . 紐約: Penguin Books. 1997. ISBN 0-670-84218-4.

| 官衔          | 官衔                                              | 官衔          |
| ------------- | ------------------------------------------------- | ------------- |
| 前任： 无     | 第1任越南共和国总理 1963年11月6日—1964年1月30日   | 繼任： 阮庆   |
| 前任： 新設立 | 第1任越南共和國副總統 1956年11月1日—1963年11月2日 | 繼任： 阮高祺 |

| 外交職務          | 外交職務                                                      | 外交職務      |
| ----------------- | ------------------------------------------------------------- | ------------- |
| 前任： 以公使轉任 | 第1任越南國駐日本大使→第1任越南共和國駐日本大使 1955年—1956年 | 繼任： 裴文聲 |